# Holzaufsatzrahmen

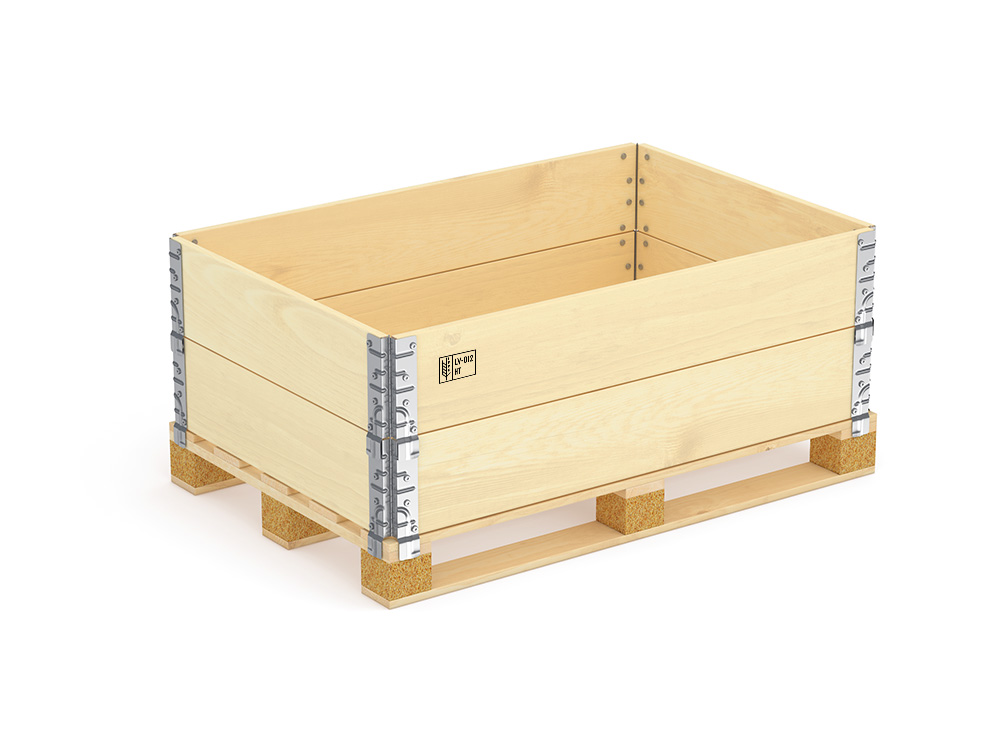
Zwei Holzaufsatzrahmen auf Palette

Holzaufsatzrahmen dienen als Packmittel, Transporthilfsmittel und Lagerhilfsmittel für zahlreiche Packgüter. Diese Verpackungslösung wird zusammen mit der klassischen Holzpalette oder speziellen Paletten verwendet und dient als Alternative zu den klassischen Holzkisten.
Der Hauptunterschied zu den Holzboxen besteht in der Möglichkeit, die Aufsatzrahmen bei Nichtgebrauch zusammenzufalten.

## Konstruktion
Ein Holzaufsatzrahmen besteht aus vier oder sechs Platten und vier oder sechs Scharnieren aus Metall, die die Platten zusammenhalten. Auf Paletten aufgesetzt und gegebenenfalls gestapelt, bilden sie eine stabile Verpackung.
Die Scharniere ermöglichen es, die Rahmen zusammenzufalten. Im Vergleich zu den Holzboxen können so mehr als 80 % an Platz gespart werden. Je nach Packgut und Füllmenge werden zahlreiche Größen hergestellt. Scharniere können angepasst werden, um zum Beispiel eine der Seiten für den Zugriff auf gelagerte Waren öffnen zu können.
Standard-Holzaufsatzrahmen werden aus massiven Brettern hergestellt. Außerdem gibt es Aufsatzrahmen aus Sperrholz, OSB oder Kunststoff.

### Standardisierung
Standard-Holzaufsatzrahmen werden in vier Höhen angefertigt: 100, 200, 300 und 400 mm. Durch Stapeln dieser Höhen kann die Verpackung dem Packgut angepasst werden.
Im Grundriss werden drei Standardgrößen hergestellt: 600×800, 800×1200 und 1000×1200 mm. Diese Größen sind für die Mehrzahl der Standardpaletten geeignet.

### Risikovermeidung
Obwohl die Mehrzahl der Hersteller sich nach den standardisierten Größen richten, können je nach Herstellungstechnologie Unterschiede auftreten, die bei der Nutzung Sicherheitsrisiken verursachen. Daher sollten die Rahmen verschiedener Hersteller nicht aufeinander gestapelt werden.

## Logistische Bedeutung
Durch die Nutzung von Holzaufsatzrahmen können Produktarten, die normalerweise in klassische Holzkisten verpackt werden, auf Transportpaletten gelagert und transportiert werden. Brüchige Produkte können auf speziell angepassten Paletten gelagert werden.
Holzaufsatzrahmen ermöglichen die mehrstöckige Lagerung von Gütern auf Paletten, im Regal oder ohne Regale. Wenn hochwertige Holzaufsatzrahmen richtig verwendet werden, kann sowohl im Lagerhaus als auch beim Transport Platz gespart werden. Sie sind schnell und einfach zu handhaben, und der Zugang zu den gelagerten Waren ist schneller und einfacher möglich.

## Geschichte
Zusammen mit der wachsenden Beliebtheit der Containertransportlösung ist die Nutzung der klassischen Holzpaletten vorangetrieben worden. Um Paletten für weitere Produktarten verwenden zu können, wurden Holzaufsatzrahmen auf den Markt gebracht.
Da platzsparende Lösungen in Logistikunternehmen wichtig sind, ist die Beliebtheit dieser Aufsatzrahmen während der letzten 20 Jahre deutlich gewachsen. Es werden weltweit jährlich etwa 20 Millionen Holzaufsatzrahmen hergestellt.